# T-38 (char)
 (septembre 2024).
Si vous disposez d'ouvrages ou d'articles de référence ou si vous connaissez des sites web de qualité traitant du thème abordé ici, merci de compléter l'article en donnant les références utiles à sa vérifiabilité et en les liant à la section « Notes et références ».
Pour les articles homonymes, voir T-38.
Le char T-38 est une amélioration du  char T-37, produit à partir de 1936 jusqu'à l'avènement du char T-40 en 1940, à 1 482 exemplaires. Son châssis servit aussi de base au tracteur d'artillerie « Komsomolets ». 1 090 étaient en service au 1er janvier 1941. Comme son prédécesseur, il servit jusqu'en 1943 pour les opérations amphibies et la reconnaissance.

## Variantes
- T-38RT variante équipée d'une radio (165 exemplaires).
- T-38M (quelques exemplaires).
- T-38M2 (quelques exemplaires).
- T-38TT radioguidé (quelques exemplaires).
- ZiS-30 automoteur antichar avec le canon ZIS-2 de 57 mm (100 exemplaires en 1941).